# Литятинский сельский совет
Литятинский сельский совет (укр. Літятинська сільська рада) — входит в состав
Бережанского района
Тернопольской области
Украины.
Административный центр сельского совета находится в 
с. Литятин.

## Населённые пункты совета
- с. Литятин